# Aktöbe FK
Az Aktöbe FK (kazakul: Ақтөбе Футбол Клубы, magyar átírásban: Aktöbe Futbol Klubi) egy kazak labdarúgócsapat Aktöbében, Kazahsztánban. Jelenleg a kazak labdarúgó-bajnokság élvonalában szerepel bajnoki címvédőként.
Az Aktöbe FK eddig 6 alkalommal nyerte meg a kazak nemzeti bajnokságot, illetve egy alkalommal hódította el a kazak labdarúgókupát.

## Korábbi nevek
- 1967–1996: Aktyubinec
- 1996–1997: Aktöbemunaj
- 1997: Aktöbe
- 1997–2000: Aktöbe-Lento
- 2000–2005: Aktöbe (újra)

## Története

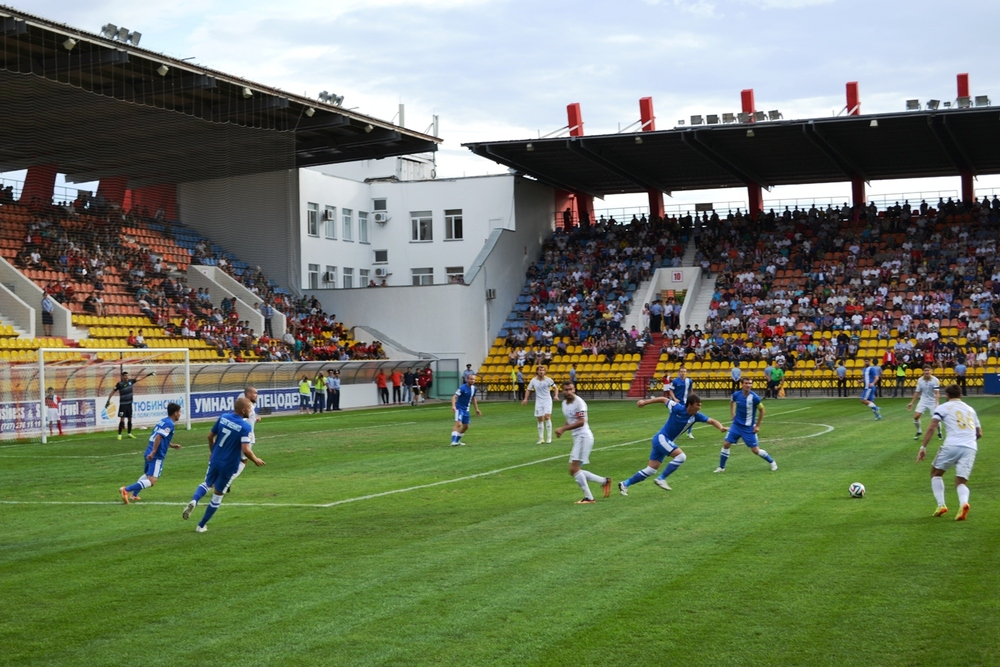
Az Aktobe (fehérben) hazai pályán játszik 2014-ben

A klubot 1967-ben FK Aktyubinec néven alapították, és Kazahsztán 1991-es függetlenségéig szovjet területi labdarúgó-bajnokságokban szerepelt.
Az első független kazak labdarúgó-bajnokság élvonalába szerzett besorolást, ahol a 12. helyen zárt. A következő idényben a 9., majd egy évvel később története addigi legnagyobb sikerével a 4. helyet szerezte meg. Az egyre jobban szereplő klubot sorra hagyták el a tehetségesebb játékosok, így a következő három szezonban rendre a tabella hátsó felében zárt, mialatt a klub neve FK Aktyubinec-ről Aktöbemunaj FK-ra módosult. 1997-ben már Aktöbe FK néven a kazak élvonal 12. helyén zárt, majd visszalépett a bajnokságtól. Csak két szezonnal később szerepelhetett a kazak másodvonalban, amit Aktöbe-Lento FK néven rögtön meg is nyert.
A három évnyi távollét után 2001-ben tért vissza az élvonalba, és újra Aktöbe FK néven a 8. helyen végzett. Az aktöbei labdarúgóélet felpezsdülését két egymást követő szezonban elért 5., majd 2004-ben egy 4. hely fémjelzett.
A 2005-ös kiírást bajnokként ünneplő Aktöbe FK a lett FK Liepājas Metalurgs ellen mutatkozott be az európai kupaporondon: az 1–0-s liepājai sikert 1–1-es aktöbei döntetlen követett, ezért a csapat már az első selejtezőkörben búcsúzott a bajnokok ligája 2006–2007-es kiírásában, majd a nemzeti labdarúgó-bajnokságot ezüstérmesként fejezte be.
A 2007–2008-as UEFA-kupában a sorsolás a jóval erősebb játékerőt képviselő osztrák SV Mattersburgot sodorta a csapat útjába. Nemzetközi meglepetésre hazai pályán 1–0-s győzelmet aratott, és a mattersburgi 4–2-es vereség ellenére emelt fővel búcsúzott a második legrangosabb európai kupától. A nemzetközi sikertelenség nem szegte a csapat kedvét, és újra a kazak élvonal első helyén végzett.
A 2008-as év minden szempontból a klub legsikeresebb évének számít: Kazahsztánban megnyert mindent, amit csak lehetett. Harmadik ízben lett bajnok, elhódította a kazak labdarúgókupát, illetve a kazak labdarúgó-szuperkupát is. Az UEFA-bajnokok ligája 2008–2009-es kiírásának első selejtezőkörében ismét nyerni tudott hazai pályán, ezúttal a moldován FC Sheriff Tiraspol ellen 1–0-ra. A tiraspoli 4–0-s fiaskó ellenére a klub ismét emelt fővel búcsúzhatott a nemzetközi kupaporondtól.

## Sikerei
- Kazak bajnok

6 alkalommal: 2005, 2007, 2008, 2009, 2013, 2014
- Kazak kupagyőztes

1 alkalommal: 2008
- Kazak szuperkupa-győztes

2 alkalommal: 2008, 2010

## Külső hivatkozások
- Az Aktöbe FK hivatalos oldala (oroszul) (kazakul)